# アルバート・トゥイスエ
アルバート・トゥイスエ（Albert Tuisue、1993年6月6日 - ）は、プレミアシップグロスター・ラグビーに所属するフィジーのラグビー選手。

## プロフィール
- フィジー・カンダブ島出身[1]。
- ポジションはロック(LO)。
- 身長 188cm、体重 114kg
- フィジー代表キャップは16（2024年3月現在）でラグビーワールドカップ2023のフィジー代表に選ばれた[2]。

## 略歴
ウエストハーバー、グレイターシドニーラムズ、フィジアン・ドゥルア、ロンドン・アイリッシュを経て、2022年、グロスターに加入。